# Muzician
Muzicianul este o persoană cu pregătire și cunoștințe speciale, care compune sau execută compoziții muzicale sau care cunoaște arta muzicală și poate aprecia muzica.